# Somewhere in England
Somewhere in England (englisch: ‚Irgendwo in England‘) ist das siebte Solo-Studioalbum von George Harrison nach der Trennung der Beatles. Einschließlich der beiden Instrumentalalben aus den 1960er Jahren, der Studioalben, des Kompilationsalbums und des Livealbums ist es das insgesamt elfte Album Harrisons. Es wurde am 5. Juni 1981 in Großbritannien und am 1. Juni 1981 in den USA veröffentlicht.

## Entstehungsgeschichte
Nach der Veröffentlichung des vorherigen Albums George Harrison gründete Harrison mit seinem Manager Denis O’Brien eine Filmproduktionsgesellschaft mit dem Namen HandMade Films, weiterhin vollendete er seine Autobiografie I Me Mine und veröffentlichte diese im Jahr 1980.
Zwischen dem März 1980 und dem Oktober 1980 arbeitete George Harrison in seinem Heimstudio F.P.S.H.O.T. (Friars Park Studio, Henley-on-Thames) an den Stücken für sein neues Album Somewhere in England, das er anschließend mit folgender Titelliste seiner Schallplattenfirma Warner Brothers vorstellte:
1. Hong Kong Blues (Carmichael) – 2:53
2. Writing’s on the Wall – 3:58
3. Flying Hour (Harrison/Mick Ralphs) – 4:04
4. Lay His Head – 3:43
5. Unconsciousness Rules – 3:36
6. Sat Singing – 4:28
7. Life Itself – 4:24
8. Tears of the World – 4:00
9. Baltimore Oriole (Carmichael) – 3:57
10. Save the World – 4:56

Der ursprüngliche Erscheinungstermin wurde auf den 29. Oktober 1980 festgelegt, dann aber entschied Warner Bros. Records, das Album erst zu veröffentlichen, wenn George Harrison auf die Titel Flying Hour, Lay His Head, Sat Singing und Tears of the World verzichten und durch vier neue Lieder ersetzen würde. Weiterhin sollten die restlichen sechs Titel musikalisch überarbeitet und neu abgemischt werden. Zusätzlich sollte das Cover neu gestaltet werden. Derek Taylor, Harrisons Freund und ehemaliger Pressesprecher von Apple Corps, arbeitete zu dieser Zeit für Warner Bros. Er wurde beauftragt, dem ehemaligen Beatle zu sagen, dass die fraglichen Songs zu downbeat seien und dass das Label über das Fehlen einer offensichtlichen Hitsingle besorgt sei. George Harrison sagte 1987 dazu: "Sie sagten mir: "Nun, wir mögen es, aber wir hören nicht wirklich eine Single." Und dann sagten andere Leute: "Nun, schauen Sie, Radiosender lassen all diese Umfragen auf der Straße durchführen, um herauszufinden, was eine Hit-Single ausmacht, und sie haben entschieden, dass eine Hit-Single ein Lied über gewonnene oder verlorene Liebe ist, das sich an 14- bis 20-Jährige richtet." Und ich sagte: "Scheiße, welche Chance gibt mir das?""
Warner Bros. stellte Testpressungen her, sodass das originale Album in den kommenden Jahren auf Bootlegs veröffentlicht wurde. Die Lieder Flying Hour, Lay His Head, Sat Singing erschienen neu abgemischt im Februar 1988 auf Songs by George Harrison und Tears of the World, ebenfalls neu abgemischt, erschien im Juni 1992 auf Songs by George Harrison Two. Bei diesen beiden limitierten Veröffentlichungen handelt es sich jeweils um eine vier-Titel-EP mit Bildbänden, dessen sämtliche Exemplare von George Harrison unterschrieben wurden. Lay His Head erschien in einer weiteren neuen Abmischung im Oktober 1987 als B-Seite der Single Got My Mind Set on You. Tears of the World wurde als Bonustitel im März 2004 auf dem Album Thirty Three & 1/3 nochmals veröffentlicht.
Nach der Ablehnung des Albums begab sich George Harrison von November 1980 bis Februar 1981 wieder ins Aufnahmestudio, um die vier neuen Lieder aufzunehmen. Während er mit den Aufnahmen beschäftigt war, wurde John Lennon am 8. Dezember 1980 ermordet. Aufgrund dieser Tat nahm George Harrison das Lied All Those Years Ago, das ursprünglich für Ringo Starr vorgesehen war, als Hommage für John Lennon neu auf. Dafür änderte er den Text und lud Paul und Linda McCartney sowie Denny Laine ein, den Hintergrundgesang beizusteuern. Da Ringo Starr schon bei den ursprünglichen Aufnahmen im November 1980 Schlagzeug spielte, waren bei dieser Aufnahme erstmals alle drei lebenden Beatles an einem neuen Lied beteiligt. In den Liner Notes von Somewhere In England dankte Harrison dem Produzenten der Beatles, George Martin, und dem Toningenieur Geoff Emerick, die auch während der Aufnahme zu All Those Years Ago zugegen waren. Martin war während der Entstehung des Albums Gast im Friar Park. Ray Cooper sagte 2020: "George Martin schaute immer wieder vorbei. Manchmal war er auf dem Weg nach Hause und kam auf eine Tasse Tee herein – während ich produzierte. Er war sehr unterstützend. Ich lehnte mich einfach zurück, kochte den Tee und hörte mir ihre Geschichten an."
Blood from a Clone ist eine kritische Auseinandersetzung mit der Schallplattenindustrie und der Ablehnung seines Albums, eine der Textzeile lautet: "Sie sagen, dass sie es mögen, aber wenn es jetzt auf dem Markt kommt. Es kann nicht gut laufen, weil es zu entspannt ist. Es braucht etwas Oom-pa-pa." Teardrops ist ein Liebeslied, während der vierte Titel der zweiten Aufnahmesession, That Which I Have Lost, einen philosophischen Text hat.
Zwei Lieder der ersten Aufnahmesessions Baltimore Oriole und Hong Kong Blues sind Kompositionen von Hoagy Carmichael. Harrison sagte dazu: "Was Hoagy Carmichael betrifft, so bin ich seit meiner Kindheit verrückt nach ihm." Das erste Stück wurde erstmals im Jahr 1942, das letztere im Jahr 1939 veröffentlicht. Unconsciousness Rules ist eine ironische Beschreibung von Leuten, die Diskotheken besuchen. Life Itself ist ein religiöses und Writing’s on the Wall ein philosophisches Lied. Save the World beschreibt satirisch den Zustand der Erde und appelliert an den Zuhörer diese zu retten. Am 4. Juni 1985 erschien eine neu eingesungene und neu abgemischte Version auf einem Kompilationsalbum zugunsten der Umweltorganisation Greenpeace. Das Lied endet mit einem Ausschnitt des Liedes Crying vom Album Wonderwall Music.

## Covergestaltung
Das Design des Covers stammt von Ray Cooper, das Foto von Caroline Irwin. Das Coverfoto bildete Harrison vor einem dreidimensionalen Kunstwerk von Mark Boyle mit dem Titel "Holland Park Avenue Study" (1967) ab. Das Kunstwerk wurde mit Genehmigung des Kuratoriums der Tate Gallery, London, verwendet.
Auf der Innenhülle fügte Harrison ein Zitat aus der Bhagavad Gita über einer Widmung an "J.O.L." – John Lennon hinzu: "Es gab nie eine Zeit, in der weder ich noch du existierten. Es wird auch keine Zukunft geben, wenn wir aufhören zu sein."

## Weitere Informationen
Für das Album wurde ein Musikvideo für den Titel All Those Years Ago von Ron Furmanek aus Beatles-Videomaterial zusammengestellt.

## Titelliste
Alle Titel wurden von George Harrison geschrieben, soweit nicht anders vermerkt.
- Seite Eins

1. Blood from a Clone – 4:03
2. Unconsciousness Rules – 3:05
3. Life Itself – 4:25
4. All Those Years Ago – 3:45
5. Baltimore Oriole (Hoagy Carmichael) – 3:57

- Seite Zwei

1. Teardrops – 4:07
2. That Which I Have Lost – 3:47
3. Writing’s on the Wall – 3:59
4. Hong Kong Blues (Hoagy Carmichael) – 2:55
5. Save the World – 4:54

- Bonustitel (2004)

1. Save the World (Acoustic demo version) – 4:31

- iTunes Bonustitel (2007)

Flying Hour – 4:35

## Wiederveröffentlichungen
- Die Erstveröffentlichung im CD-Format erfolgte im Juni 1991 ohne Bonustitel. Der CD liegt ein zwölfseitiges bebildertes Begleitheft bei, das die Liedtexte beinhaltet.[1]
- Im März 2004 wurde das Album in einer remasterten Version als CD bei der EMI mit dem Bonustitel Save the World (Acoustic Demo Version) und der ursprünglich vorgesehenen, von Warner Brothers im Jahr 1980 abgelehnten, Covergestaltung wiederveröffentlicht. Das Design stammte ursprünglich von Basil Pao. Das Remastering erfolgte von Simon Heyworth und John Etchells in den Super Audio Mastering Studios in Devon. Das CD-Album hat ein Plastikcover, dem ein zwölfseitiges bebildertes Begleitheft beigegelegt ist, das Informationen zu den Liedern und die Liedtexte beinhaltet. Das Design der Wiederveröffentlichung stammt von Drew Lorimer.[2]
- Seit Oktober 2007 ist Somewhere in England auch als Download bei iTunes mit dem zusätzlichen Bonustitel Flying Hour erhältlich.

## Single-Auskopplungen

### All Those Years Ago
Die erste Singleauskopplung All Those Years Ago / Writing’s on the Wall erschien am 11. Mai 1981 in den USA und am 15. Mai 1981 in Großbritannien und erreichte Platz zwei in den USA und war somit der vierte Top-Ten-Hit in den USA für George Harrison.
Die Promotionsingle wurde in den USA wie folgt veröffentlicht: auf der A-Seite befindet sich die Mono-Version und auf der B-Seite die Stereo-Version der A-Seite der Kaufsingle, weiterhin wurde eine 12″-Vinyl-Promotionsingle veröffentlicht.

### Teardrops
Die zweite Single Teardrops / Save the World erschien am 20. Juli 1981 in den USA und am 31. Juli 1981 in Großbritannien, sie konnte sich nicht in den Charts platzieren.
Die Promotionsingle wurde in den USA wie folgt veröffentlicht: auf der A-Seite befindet sich die Mono-Version und auf der B-Seite die Stereo-Version der A-Seite der Kaufsingle.

### Weitere Single
Im November 1981 wurde in den USA die Single All Those Years Ago / Teardrops veröffentlicht.

## Chartplatzierungen
Album
| ChartsChartplatzierungen       | Höchstplatzierung | Wochen |
| ------------------------------ | ----------------- | ------ |
| Deutschland (GfK)              | 36 (9 Wo.)        | 9      |
| Österreich (Ö3)                | 15 (4 Wo.)        | 4      |
| Vereinigte Staaten (Billboard) | 11 (13 Wo.)       | 13     |
| Vereinigtes Königreich (OCC)   | 13 (4 Wo.)        | 4      |

Single

| Jahr | Titel               | Höchstplatzierung, Gesamtwochen, AuszeichnungChartplatzierungen (Jahr, Titel, , Platzierungen, Wochen, Auszeichnungen, Anmerkungen) | Höchstplatzierung, Gesamtwochen, AuszeichnungChartplatzierungen (Jahr, Titel, , Platzierungen, Wochen, Auszeichnungen, Anmerkungen) | Höchstplatzierung, Gesamtwochen, AuszeichnungChartplatzierungen (Jahr, Titel, , Platzierungen, Wochen, Auszeichnungen, Anmerkungen) | Höchstplatzierung, Gesamtwochen, AuszeichnungChartplatzierungen (Jahr, Titel, , Platzierungen, Wochen, Auszeichnungen, Anmerkungen) | Höchstplatzierung, Gesamtwochen, AuszeichnungChartplatzierungen (Jahr, Titel, , Platzierungen, Wochen, Auszeichnungen, Anmerkungen) | Anmerkungen                       |
| Jahr | Titel               | DE | AT | CH | UK | US | Anmerkungen                       |
| ---- | ------------------- | --- | --- | --- | --- | --- | --------------------------------- |
| 1981 | All Those Years Ago | DE44 (7 Wo.)DE | AT14 (4 Wo.)AT | CH8 (5 Wo.)CH | UK13 (7 Wo.)UK | US2 (16 Wo.)US | Erstveröffentlichung: 6. Mai 1981 |